# Utricolo
L'utricolo, insieme al sacculo è uno dei due organi otolitici che si trovano nell'orecchio interno dei vertebrati.
L'utricolo, e in particolare la macula utricolare al suo interno, fa parte dell'apparato vestibolare deputato al senso dell'equilibrio e alle sensazioni di movimento.

## Anatomia
L'utricolo ha una forma a sacco allungata, leggermente più grande del sacculo, si trova nella parte dorsale e craniale del vestibolo, giacendo a contatto col recesso ellittico e la parte sottostante.
Sul pavimento e sulla parete anteriore dell'utricolo si trova la macula utricolare, ove si trovano i recettori vestibolari ciliati, coperti da una cupola gelatinosa su cui poggiano gli otoliti o otoconi, minuscoli cristalli di carbonato di calcio che alterano la densità della cupola rispetto all'endolinfa permettendo la ricezione delle forze inerziali tangenti alla superficiale apicale dei recettori vestibolari.
In posizione eretta la macula utricolare è pressoché orizzontale. I recettori vestibolari ciliati nell'utricolo trasducono le componenti lineari dei movimenti tangenti all'asse dell'apparato ciliare e orientati dallo stereociglio più basso fino al chinociglio. I recettori nella macula sono disposti specularmente attorno ad una linea centrale, la striola, e sono orientati in tutte le direzioni.
Gli stimoli diretti verso il chinociglio sono eccitatori, cioè depolarizzanti, mentre quelli diretti in senso opposto sono inibitori, cioè iperpolarizzanti. Poiché i recettori sono disposti specularmente attorno alla striola ogni movimento risulta in due segnali uguali, ma di segno opposto, aumentando la differenza tra i segnali aumenta la precisione della sensazione.
Dal polo basale della macula utricolare si dipartono le fibre utricolari che convergono a formare una parte del nervo vestibolococleare.
La cavità dell'utricolo comunica posteriormente con i canali semicircolari attraverso cinque orifizi.
Dalla sua parete anteriore si apre il dotto utricolosacculare, che continua nel dotto endolinfatico, che collega la coclea al vestibolo.

## Fisiologia
L'utricolo è deputato, insieme al sacculo, a riconoscere gli spostamenti lineari della testa e la sua posizione rispetto alla forza di gravità. La parte recettoriale dell'utricolo è la macula, collocata perpendicolarmente al suo asse maggiore su una delle pareti. La macula è costituita da uno strato esterno gelatinoso costituito da cristalli di carbonato di calcio detti otoconi (o otoliti) in cui sono immerse le stereociglia e i chinocigli delle cellule ciliate sottostanti. La striola costituisce l'asse di simmetria della macula e verso di essa sono rivolti tutti i chinocigli delle cellule ciliate. Tra una cellula ciliata e l'altra sono presenti delle cellule di sostegno. La porzione basale della membrana plasmatica di ciascuna cellula ciliata è a contatto sia con terminazioni nervose afferenti che con terminazioni efferenti a significato sia eccitatorio che inibitorio.
Quando la testa viene piegata la membrana gelatinosa, più pesante dell'endolinfa contenuta nell'utricolo, scivola dalla sua posizione iniziale piegando in una determinata direzione le ciglia delle cellule ciliate. Se le stereociglia sono piegate verso il chinociglio si verificherà l'apertura dei canali ionici ancorati al citoscheletro presenti su di esse che infine determinerà una depolarizzazione del potenziale di membrana, se invece si piegheranno nel verso opposto i canali ionici si chiuderanno e si determinerà un'iperpolarizzazione. La depolarizzazione si traduce in un aumento della frequenza di scarica delle fibre afferenti primarie, l'iperpolarizzazione nella sua diminuzione. Dal momento che le cellule ciliate sono orientate verso la striola la risposta ad uno spostamento lineare della testa può dar luogo ad un'eccitazione massimale qualora l'asse della direzione del movimento corrisponda all'asse della polarità della cellula ciliata ed entrambi abbiano lo stesso verso, ad un'inibizione massimale quando hanno la stessa direzione ma verso opposto e ad una intermedia in tutti gli altri casi.